# Frankliniella stylosa
Frankliniella stylosa är en insektsart som beskrevs av Ian A. Hood 1912. Frankliniella stylosa ingår i släktet Frankliniella och familjen smaltripsar. Inga underarter finns listade i Catalogue of Life.